# Bettina Oberli
Bettina Oberli (Interlaken, 6 de novembre de 1972) és una directora i guionista suïssa

## Biografia
Bettina Oberli va néixer a Interlaken, el 6 de novembre de 1972. Va créixer a les illes Samoa i a Meiringen. Es va graduar en cinema i vídeo per la Universitat de les Arts de Zuric. Va treballar a Berlín i Nova York com a assistent, abans de dirigir les seves pròpies pel·lícules. Les seves pel·lícules Im Nordwind del 2004, i Die Herbstzeitlosenel 2006 van tenir èxit a Suïssa. Amb la seva pel·lícula Le vent tourne de 2018, rodada en francès al Jura, Bettina Oberli es troba amb el públic francès.
Wanda, mein Wunder produïda el 2020 és el seu sisè llargmetratge. Aquesta pel·lícula explica la història d'una infermera polonesa que ve a treballar per a una rica família suïssa. La pel·lícula va guanyar nombrosos premis, a Suïssa, a Nova York, i a Vancouver.

## Filmografia
- 2000 : Supernova
- 2002 : Ibiza
- 2004 : Im Nordwind
- 2006 : Les noies de la llenceria
- 2009 : La granja
- 2012 : Déposer les enfants
- 2013 : Lovely Louise
- 2018 : Le vent tourne
- 2020 : Wanda, mein Wunder